# لي إيمانويل
لي إيمانويل (بالإنجليزية: Lee Emanuel) هو منافس ألعاب قوى بريطاني، ولد في 24 يناير 1985 في هيستينغز في المملكة المتحدة.

## وصلات خارجية
- لي إيمانويل على موقع الاتحاد الدولي لألعاب القوى (الإنجليزية)
- لي إيمانويل على موقع الدوري الماسي (الإنجليزية)
- لي إيمانويل على موقع TFRRS.org (الإنجليزية)
- لي إيمانويل على موقع اتحاد ألعاب الكومنولث (مؤرشف) (الإنجليزية)